# Léon Husson
Pour les articles homonymes, voir Husson.
Léon Husson, né le 19 avril 1897 à Saint-Étienne et mort le 19 novembre 1982 à Lyon, est un philosophe français, maître de conférence à la faculté des lettres et sciences humaines de Lyon. Bergsonien, il s'est aussi intéressé à la philosophie du droit et à la psychologie.

## Biographie
Philosophe de formation, il fut élève de Jacques Chevalier en première supérieure au lycée du Parc à Lyon de 1913 à 1914. Il est mobilisé pendant la guerre de 1916 à 1918. Il est reçu à l'École normale supérieure en 1919, dans la promotion de Gabriel Madinier, André Fugier, et de Henri Gouhier. Il suit par ailleurs les cours de Chevalier à l’université de Grenoble en 1920. Il fut adressé à Guillaume Pouget par Jacques Chevalier dès 1919, avec qui il travaillait. Il réussit l'agrégation de philosophie en 1922. Léon Husson tiendra un temps le secrétariat du groupe de travail en commun, puis Jean Guitton le remplacera. Ce groupe est constitué autour de Jacques Chevalier et de Joseph Vialatoux, il regroupe des universitaires de Lyon et de Grenoble, pour y échanger notes et entretiens.
Il est docteur ès-lettres le 28 juin 1947, avec un thèse principale intitulée Les transformations de la responsabilité : étude sur la pensée juridique, soutenue à la Sorbonne et une thèse complémentaire intitulée  L'intellectualisme de Bergson.
Il est professeur de philosophie aux lycées d'Agen de 1922 à 1933. Puis de 1933 à 1950, il est professeur de première supérieur au lycée de Montpellier. Après avoir enseigné dans le secondaire il devient professeur de psychologie de la vie sociale à la faculté des lettres et sciences humaines de Lyon de 1950 à 1967.
Il dirige de 1953 à 1967, l'École pratique de psychologie et de pédagogie (EPPP), qui deviendra en 1968, l’Institut de psychologie, sociologie et sciences de l'éducation (IPSE), dirigé par Jean Guillaumin. Il crée, en 1956, le laboratoire de pédagogie expérimentale et participe activement aux réunions préparatoires de l'Association internationale de pédagogie expérimentale de langue française (AIPELF).
Il effectue une mission d'exploration au Liban en vue du développement des sciences sociales de janvier à avril 1958, dans le cadre du programme de participation aux activités des États membres de UNESCO. Il assura de nombreux cours et conférences auprès des établissements français d'enseignement supérieur de Beyrouth.
C'est lui notamment qui a mis sur pied, avec l'aide Suzanne Borel-Maisonny, le premier diplôme d'orthophonie, dans le cadre de l'École pratique de psychologie.
Husson assura, comme 4e président de Société Alfred Binet et Théodore Simon, la continuité des recherches et de la vie de la Société de 1962 à 1977. Il assure avec Richard Delchet la rédaction en chef du bulletin de la société
Léon Husson participe à la publication et à l'achèvement du manuscrit de Jacques Chevalier, Histoire de la pensée, Tome IV, la pensée moderne de Hegel à Bergson, Paris, Flammarion, 1966 (texte posthume revu et mis au point). C'est Léon Husson qui a écrit les pages consacrées à Bergson sur lesquelles convergeaient invisiblement les études que Chevalier avait consacrées aux philosophes antérieurs des temps modernes. Nourri des idées de Chevalier dans l'intimité duquel il a vécu pendant une trentaine d'années.

## Travaux
- Un essai de métaphysique scientifique de M. Chevalier, Lyon : Le Van , 1933
- Les transformations de la responsabilité : étude sur la pensée juridique Paris : Presses universitaires de France , 1947
- L'intellectualisme de Bergson : genèse et développement de la notion bergsonienne d'intuition, Paris : Presses universitaires de France , 1947
- Y a-t-il chez Bergson une philosophie de l'histoire ? Raymond Polin, Raymond Aron, S. Dresden, Gilles Deleuze, André Henry, Léon Husson : Les aspects méconnus de la liberté bergsonienne. Paris : A. Michel. Les Études Bergsoniennes, n° IV, 1956[10].
- Essai de définition du normal, Paris : Spes , 1959
- Les assises philosophiques du droit moderne, Paris : Presses universitaires de France , 1972
- Nouvelles études de la pensée juridique, Paris : Dalloz , 1974
- La signification humaine du droit privé, Amsterdam : North-Holland publishing Co, 1948
- Éléments de morale sexuelle à l'usage des maîtres de l'adolescence, Paris : Aubier, 1948

## Honneurs

### Distinctions
- Chevalier de la Légion d'honneur
- Croix de guerre 1914-1918
- Officier des Palmes académiques[11]
- Croix du combattant[réf. nécessaire]